# Fimbristylis filifolia
Fimbristylis filifolia är en halvgräsart som beskrevs av Johann Otto Boeckeler. Fimbristylis filifolia ingår i släktet Fimbristylis och familjen halvgräs. Inga underarter finns listade i Catalogue of Life.